# Mickaël Nogal

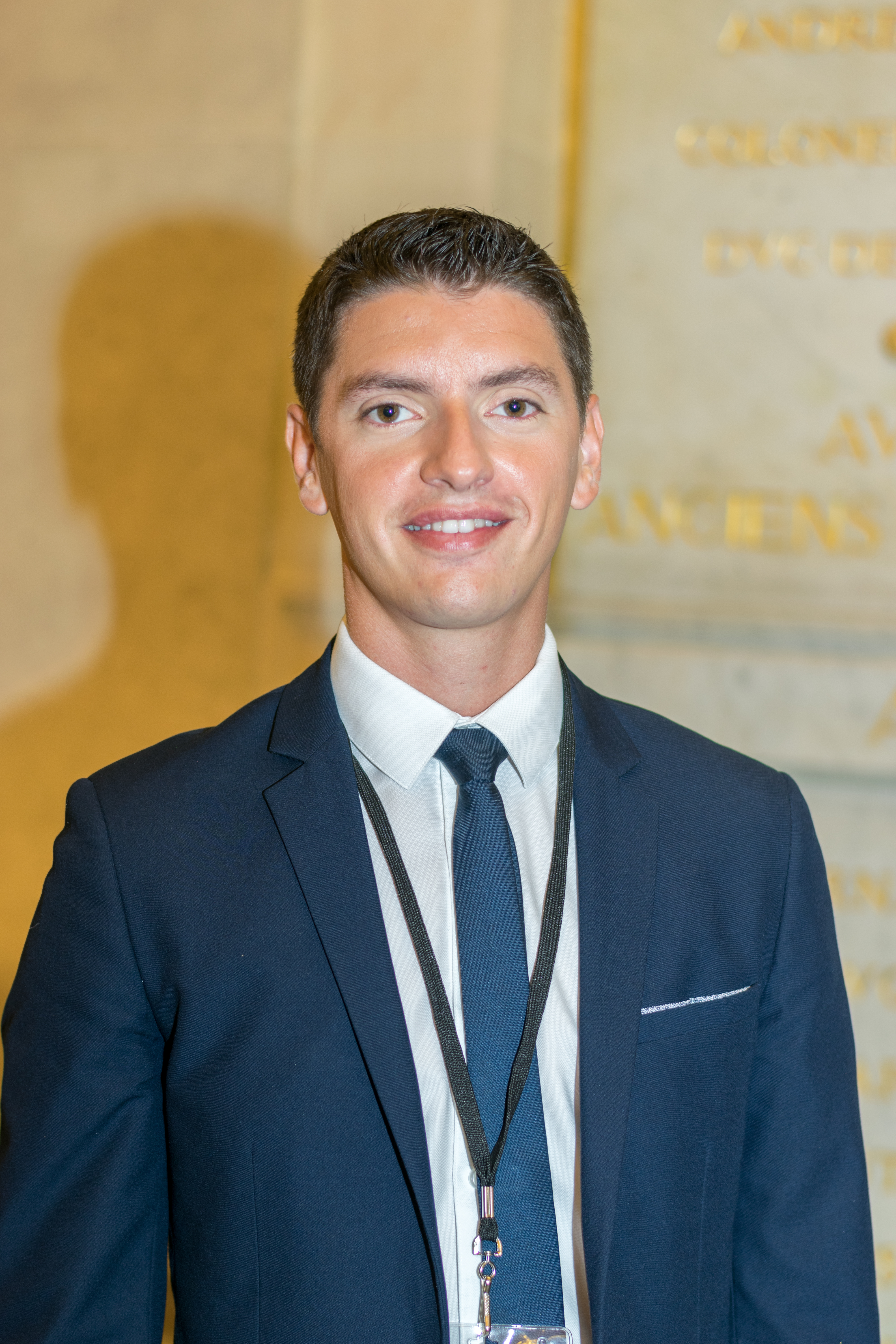
Mickaël Nogal

Mickaël Nogal (* 26. November 1990 in Toulouse) ist ein französischer Politiker der Partei La République En Marche! (LREM), der von 2017 bis 2022 Mitglied der französischen Nationalversammlung war und den Wahlkreis 4 von Haute-Garonne vertrat.

## Politische Karriere
Nogal besiegte Liêm Hoang-Ngoc von La France Insoumise, um seinen Sitz bei den Wahlen 2017 zu gewinnen.
Im Parlament war Nogal Mitglied des Ausschusses für europäische Angelegenheiten. Neben seinen Aufgaben in den Ausschüssen war er Mitglied der parlamentarischen Freundschaftsgruppen mit Kolumbien, Spanien und Venezuela.
Im Dezember 2018 wurde Nogal von Premierminister Édouard Philippe zu einer sechsmonatigen parlamentarischen Mission – zur Unterstützung der Minister Jacqueline Gourault und Julien Denormandie – über die Rolle der Immobilienagenturen ernannt, mit dem Auftrag, "die Vermietung von Wohnraum zu vereinfachen und die Beziehungen zwischen Vermietern und Mietern zu verbessern."
Im Juli 2019 stimmte Nogal für die französische Ratifizierung des umfassenden Wirtschafts- und Handelsabkommens (CETA) der Europäischen Union mit Kanada
Im März 2020 ernannte der Fraktionsvorsitzende der LREM, Gilles Le Gendre, Nogal und Michèle Peyron zu Berichterstattern der parlamentarischen Mehrheit für wirtschaftliche und gesundheitliche Notfallmaßnahmen im Zusammenhang mit der COVID-19-Pandemie in Frankreich.
Im Januar 2022 wurde Nogal zum Generaldirektor der Nationalen Vereinigung der Lebensmittelindustrie (ANIA) ernannt. Bei den Parlamentswahlen 2022 trat er nicht zur Wiederwahl an.